# John List
John List (n. 17 septembrie 1925, Bay City, Michigan, SUA – d. 21 martie 2008, Trenton, New Jersey, SUA) a fost un criminal în serie american, care și-a omorât mama, soția, cei trei copii, după care a dispărut timp de 18 ani. John List l-a inspirat pe regizorul filmului Suspecți de serviciu⁠(d) să creeze personajul Keyser Söze.